# Centro Comercial Arenales
El Centro Comercial Arenales, actualmente denominado Arenales Plaza es un centro comercial ubicado en el distrito de Lince, en la ciudad de Lima, capital del Perú. Es conocido por ser un centro comercial temático, de identidad asiática, en donde surgieron muchas de las primeras tiendas dedicadas a la cultura otaku y friki en el Perú.

## Historia
En 1978, en la cuadra 17 de la avenida Arenales, Lince, en un terreno de 5500 metros cuadrados, se empezó a construir el Centro Comercial Arenales, que al año siguiente, en noviembre de 1979, inauguró su primera etapa (primer piso y sótano).[cita requerida] En septiembre de 1981 se culminó el segundo piso y en diciembre de 1983 el tercer piso. El complejo cuenta con 4 niveles: un sótano y 3 pisos; y tiene 120 locales comerciales, que van desde 7 metros cuadrados hasta uno de 2000. El estacionamiento tiene capacidad para 200 vehículos. Se construyeron dos salas cinematográficas: Arenales Ámbar para 600 personas y Arenales Jade para 400 personas, en un área de 1498 metros cuadrados.[cita requerida]
A fines de la década de 1990 el Centro Comercial Arenales empezó a abrir tiendas dedicadas al anime y manga, reuniendo a varias personas con aficiones a la cultura otaku; la primera tienda que se abrió se llamaba Sugoi. El establecimiento fue mencionado en un vídeo de los Crunchyroll Anime Awards 2024.
En 2020, el centro comercial fue clausurado por no contar con el certificado de seguridad en edificaciones. En julio de ese año anunció su reapertura.

## Tiendas
En el centro comercial se pueden encontrar varios tiendas dedicadas a la gastronomía coreana y japonesa. Se pueden encontrar tiendas que venden artículos relacionados con los animes, como DVDs, o peluches y figuras. También se pueden ver cosplay de varios personajes del anime y manga.
En 2010 fue inaugurado un supermercado Metro en el centro comercial.